# Basic Role-Playing
Basic Role-Playing (Basic Roleplaying eller blot BRP) er et rollespilssystem udviklet af Chaosium. 
Basic Roleplaying benytter sig næsten udelukkende af procent-terninger (2d10, også kaldet d100) og spilkarakterer bygges op omkring skills i stedet for klasser, som ellers bruges i mange andre rollespilssystemer. Basic Roleplaying er meget fleksibelt og er ikke tilknyttet nogen officiel spilverden. Der er dog udkommet mange supplementer til BRP som hver især beskriver spilverdener til brug i spillet, og genrene spænder over high fantasy, science fiction og flere historisk inspirerede settings, herunder Romerriget (bl.a. "Mythic Rome" og "Rome: Life and Death of the Republic"), Det Kinesiske Kejserrige ("The Celestial Empire"), Det Byzantinske Rige ("Mythic Constantinople"), Island i vikingetiden ("Mythic Iceland"), pirater og sørøvere i 1600-tallet ("Blood Tide") med flere. Et andet særligt træk ved BRP, er muligheden for at spille mange racer, da alle monstre og fantasivæsner i spillet potentielt set, og rent teknisk, kan benyttes som spilkarakterer.
Basic Roleplaying systemet er oprindeligt udviklet på baggrund af Chaosiums flagskib, rollespillet RuneQuest, men er siden blevet til et selvstændigt system. BRP designet er benyttet - med lidt variation og tilføjelser - til et væld af andre kendte rollespil, herunder Call of Cthulhu, Drager og Dæmoner, Elfquest, Pendragon, SuperWorld og Nephilim. 

## Udgivelseshistorie
Basic Roleplaying udkom første gang i 1980 og der er efterfølgende kommet fem udgaver af systemet.

### Quick-start guides
Chaosium udgav i 2009 en gratis Quick-start guide til spillet på knapt 50 sider. Der er også udgivet flere gratis quick-start guides til nogle af de mange spilverdener som kan benyttes med BRP.